# Roger Raczyński
Pour les articles homonymes, voir Raczyński.
Le comte Roger Adam Raczyński, né le 8 décembre 1889 à Varsovie et mort le 10 novembre 1945 à Athènes, est un diplomate, haut fonctionnaire et homme politique polonais.

## Biographie
Né dans une famille aristocratique et patriote au temps où la Pologne est partagée entre trois empires voisins, il acquiert une solide éducation à Cracovie (lycée Jan Sobieski) et étudie les Beaux-Arts (principalement la peinture à Munich) et les sciences de l'agriculture (à Leipzig).
Rejoignant, en 1918, au moment de l'indépendance de la Pologne, le ministère polonais des Affaires étrangères en constitution, Roger Raczyński participe notamment aux travaux de la Conférence de Paix de Versailles.
Personnalité brillante, à l'esprit curieux et artistique, proche des milieux conservateurs éclairés, il est voïvode de Poznań (11 octobre 1929-31 juillet 1934) puis vice-ministre de l'Agriculture (1934-1936). De 1938 à 1940, il est ambassadeur de Pologne à Bucarest. Lors de l'invasion de la Pologne en septembre 1939 et du passage en Roumanie du président de la République de Pologne et du gouvernement après la nouvelle de l'invasion soviétique (17 septembre 1939), il joue un rôle crucial dans la préservation de la continuité légale de l'État polonais.  En s'appuyant sur la Constitution polonaise d'avril 1935, il persuade le président polonais Ignacy Mościcki, retenu et interné (en violation de leurs engagements, par les autorités roumaines) de transmettre ses pouvoirs à un successeur désigné. Ce sera, le 29 septembre 1939, Władysław Raczkiewicz qui s'établira avec le gouvernement polonais en exil d'abord en France (à Angers), puis, fin juin 1940, à Londres. Roger Raczyński a alors, comme secrétaire particulier, à l'Ambassade de Pologne à Bucarest, Jerzy Giedroyc (fondateur après-guerre de la Revue Kultura) dont il est l'un des principaux mentors et protecteurs depuis le début des années 1930.
Quittant la Roumanie dans la deuxième moitié de 1940, après la fermeture de l'Ambassade, mais non sans avoir auparavant apporté secours et soutien à des milliers de compatriotes désireux de fuir la Pologne ou de rejoindre l'armée polonaise en constitution en France, Roger Raczyński se remet à la disposition de son ministère de tutelle, désormais à Londres, et est nommé en 1942 ambassadeur auprès du gouvernement grec en exil. Il suivra ce dernier dans les années suivantes au Caire, puis à Athènes où il décédera le 10 novembre 1945, peu après le retrait de la reconnaissance du gouvernement polonais en exil par la plupart des Alliés.

## Famille
Roger Raczyński était le fils d'Edward Aleksander Raczyński (en), mécène des arts, volontaire de l'armée française de la Loire lors de la guerre de 1870, et de Róża Potocka, éminence grise au sein du mouvement indépendantiste en Pologne sous domination austro-hongroise. Roger Raczyński était également le frère d'Edward Raczyński, Ambassadeur de Pologne à Londres (1934-1945), ministre des Affaires étrangères du gouvernement polonais en exil (1941-1943) et, de 1979 à 1986, président de la République de Pologne en exil.
Marié en 1925 avec Helena Rohozińska, il n'a pas eu de descendant. Il était, dans l'entre-deux-guerres, après le décès de son père (1926), le propriétaire du Palais et domaine familial de Rogalin, près de Poznań, et de son importante collection de peintures polonaises et européennes.